# Bromo

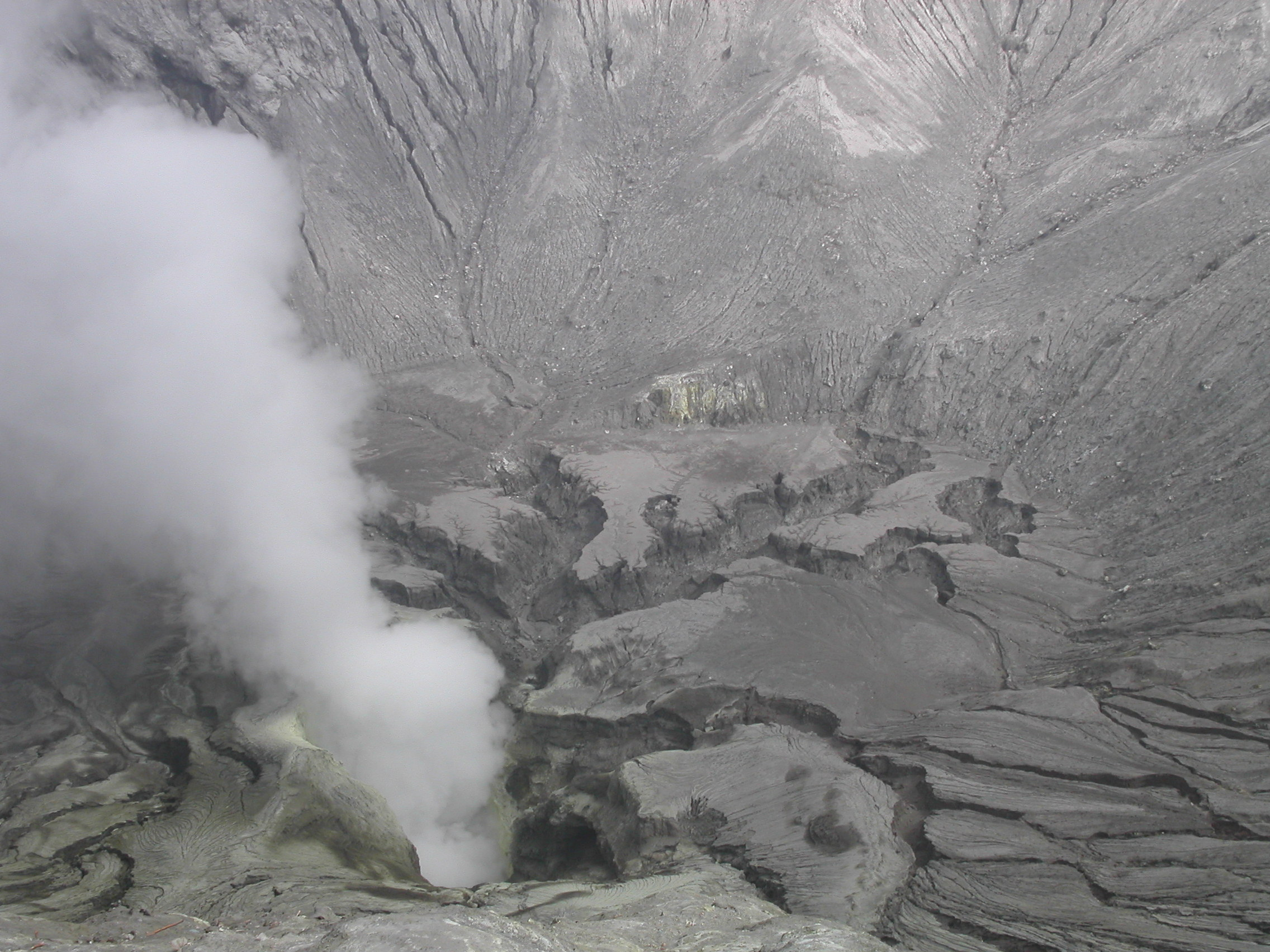
Wnętrze krateru Bromo

Bromo (indonez. Gunung Bromo) – czynny wulkan we wschodniej części Jawy w Indonezji; zaliczany do stratowulkanów.
Wysokość 2329 m n.p.m.; średnica krateru ok. 700 m. Położony wewnątrz wielkiej kaldery Tengger o średnicy 16 km, której wiek szacowany jest na 820 000 lat, jest najmłodszym z pięciu leżących w jej wnętrzu wulkanów; wznosi się na wysokość 133 metrów ponad jej powierzchnią.
Bardzo aktywny, w czasie silnej erupcji 8 czerwca 2004 zginęły 2 osoby.
Mimo ciągłego zagrożenia jest licznie odwiedzany przez turystów ze względu na piękne wschody słońca i widok na najwyższy szczyt Jawy – wulkan Semeru. Oba te wulkany leżą na terytorium Parku Narodowego Bromo Tengger Semeru.